# 三穂田町八幡
三穂田町八幡（みほたまち やはた）は、福島県郡山市の大字である。郵便番号は963-0129。

## 地理
郡山市南西部の行政区である三穂田町に属する。北で三穂田町大谷、東で三穂田町駒屋、南で三穂田町富岡、西で三穂田町山口とそれぞれ隣接する。また三穂田町富岡、三穂田町駒屋とそれらの南側の三穂田町鍋山との境界に当大字の飛地（字江ノ下、黒河内、四十坦）が存在する。概ね市町村制施行以前の安積郡八幡村の流れを汲む地域である。一級水系阿武隈川水系笹原川支流多田野川下流域、川底川下流左岸域の平地を主な範囲とする。全域にわたり水田が広がり、南部の多田野川と川底川の挟まれた地域に中心集落が位置し、福島県道47号郡山長沼線が貫く。三穂田町富岡に所在する郡山警察署三穂田駐在所、および大槻町に所在する郡山消防署大槻基幹分署がそれぞれ管轄にあたる。

### 主な字
字
- 後町
- 東屋敷
- 東山
- 北高玉
- 粧坂

- 台田
- 北河原
- 篠搏
- 北関場平
- 上ノ台

- 西屋敷
- 前畑
- 北山
- 兵次郎
- 中ノ林

### 河川・湖沼
一級水系阿武隈川水系
- 笹原川
  - 多田野川
  - 川底川

## 歴史
- 1879年1月27日 -福島県内における郡区町村制の施行により、旧二本松藩領八幡村が安積郡の村となる。
- 1889年4月1日 - 町村制の施行により八幡村が周辺4村と合併し安積郡穂積村が発足する。旧八幡村域は穂積村の大字となる。
- 1955年3月10日 - 三和村、安積町大字川田との合併により三穂田村が発足し、三穂田村の大字となる。
- 1965年5月1日 - 三穂田村が郡山市、安積郡全町村および田村郡田村町と合併し新たな郡山市が設立され、郡山市の大字となる。

## 世帯数と人口
2024年1月1日現在の世帯数と人口は以下の通りである。
| 大字         | 世帯数  | 人口  |
| ------------ | ------- | ----- |
| 三穂田町八幡 | 101世帯 | 265人 |

## 小・中学校の学区
市立小・中学校に通う場合、学区は以下の通りとなる。
| 番地 | 小学校             | 中学校               |
| ---- | ------------------ | -------------------- |
| 全域 | 郡山市立穂積小学校 | 郡山市立三穂田中学校 |

## 交通

### 道路
- 福島県道47号郡山長沼線
- 一級市道18号鍋山八幡線
- 一級市道72号三穂田熱海線
- 二級市道120号駒屋胡桃沢線
- 二級市道194号八幡片平線

## 施設等
- 郡山市立穂積小学校
- 三穂田公民館
- 三穂田町商工会
- 護国寺
- 青麻神社